# Liphyra abbreviata
Liphyra abbreviata är en fjärilsart som beskrevs av Embrik Strand 1911. Liphyra abbreviata ingår i släktet Liphyra och familjen juvelvingar. Inga underarter finns listade i Catalogue of Life.